# Emir Abdelkader
Emir Abdelkader (em árabe: الأمير عبد القادر) é uma cidade e comuna localizada na província de Jijel, Argélia. De acordo com o censo de 2008, a população total da cidade era de 38 468 habitantes.